# ریه‌ها
ریه‌ها (به انگلیسی: Lungs) نمایشنامه‌ای است به قلم دانکن مک‌میلان که در سال ۲۰۱۱ در تئاتر استودیو در واشینگتن دی سی به نمایش درآمد.

## طرح داستان
M و W، یک زن و شوهر جوان، هنگامی که به فکر تشکیل خانواده می‌افتند، خود را در حال بررسی زندگی مشترک و دنیای اطراف می‌دانند.

## جوایز و نامزدها
این نمایش جایزه بهترین نمایش جدید ۲۰۱۳ را در آف وست اند (Off West End) دریافت کرد.
کلر فوی برای بازی در نقش W در اجرای Old Vic در سال ۲۰۱۹ جایزه بهترین بازیگر زن را در وات آن استیج ۲۰۲۰ (WhatsOnStage 2020) دریافت کرد.